# Parasol (pawilon MTP)
Parasol – pawilon wystawienniczy Międzynarodowych Targów Poznańskich zlokalizowany wewnątrz terenów targowych, na tyłach Pałacu Targowego. Niezachowany.
Lata 50. i 60. XX wieku upłynęły na terenach targowych pod znakiem rywalizacji technologicznej i architektonicznej państw bloku socjalistycznego i Zachodu. Jednym z osiągnięć tego wyścigu był okrągły pawilon Parasol. Zaprojektował go architekt z Warszawy – Jerzy Staniszkis. Budowę ukończono w 1958. Charakterystyczną cechą obiektu, od której wzięto jego nazwę, był dach wykonany z tkaniny, wystający znacząco poza obręb budynku. 